# Hipponoos
Hipponoos (altgriechisch Ἱππόνοος, lateinisch Hipponous) ist der Name von fünf Gestalten der griechischen Mythologie und bedeutet etwa „Pferdeversteher“.

## Personen der griechischen Mythologie
- ursprünglicher Name des Bellerophon.
- Hipponoos (König von Olenos), der Vater des Kapaneus und der Periboia.
- Hipponoos (Sohn des Priamos), einer der fünfzig Söhne des Priamos.
- ein Trojaner, der von Achilleus getötet wurde (ist wahrscheinlich identisch mit dem zuvor genannten Sohn des Priamos)
- der letzte Grieche, der vor Troja von Hektor getötet wurde
- der Gatte der Thrassa und Vater der Polyphonte.

## Andere Bedeutungen
- Hipponous, ein Werk des Sophokles.